# Hongrie au Concours Eurovision de la chanson 2015
La Hongrie participe au Concours Eurovision de la chanson 2015 à Vienne, en Autriche. Le pays est représenté par Boggie avec sa chanson Wars for Nothing, sélectionnées via l'émission A Dal 2015.

## Sélection
La sélection du représentant hongrois se fera via l'émission A Dal, pour la quatrième année consécutive.

### Format
Comme les années précédentes, trente chansons concourent durant la sélection. La sélection se déroule en trois phases. Trois auditions proposeront dix chansons chacune dont six qualifiés sortiront à chaque fois. Les demi-finales proposeront neuf chansons dont seulement quatre se qualifieront pour la finale, qui sélectionnera le (la) représentant(e) hongrois(e) à l'Eurovision.

### Chansons
Trente artistes et chansons concourent dans cette sélection. Parmi les artistes notables, on retrouve Kati Wolf, la représentante du pays en 2011.
| Artiste                           | Chanson                      |
| --------------------------------- | ---------------------------- |
| Ádám Szabó                        | Give Me Your Love            |
| Balázs Farkas-Jenser              | Liar                         |
| Bálint Gájer                      | That's How It Goes           |
| Barbara Péter                     | Listen to the Universe       |
| Bogi Dallos                       | World of Violence            |
| Boggie                            | Wars for Nothing             |
| Bori Magyar                       | Lead Me to Heaven            |
| Chances                           | The Night                    |
| Fool Moon                         | Back 2 Right                 |
| Gabi Szűcs                        | Úgysem felejtesz el          |
| Gergő Oláh                        | A tükör előtt                |
| Gergő Szakács                     | Ősz utca                     |
| Gyula Éliás Jr. feat. Fourtissimo | Run to You                   |
| Heni Dér                          | Ébresztő                     |
| Ildikó Keresztes                  | Hazám hazád                  |
| Ív                                | Fire                         |
| Karmapolis                        | Time Is Now                  |
| Kati Wolf                         | Ne engedj el                 |
| Leander Rising                    | Lőjetek fel                  |
| MDC                               | Maniac                       |
| New Level Empire                  | Homelights                   |
| Other Planet                      | Untold Story                 |
| Pankastic!                        | Kicsi a világ, de nagy világ |
| Passed                            | Mesmerize                    |
| Proof of Life                     | Hol a határ                  |
| Saci Szécsi & Böbe Szécsi         | Our Time                     |
| Spoon                             | Keep Marching On             |
| Timi Antal                        | Woke Up This Way             |
| Vera Tóth                         | Gyémánt                      |
| Zoltán Mujahid                    | Beside You                   |

### Émissions

#### Auditions
Les auditions ont lieu les 24 et 31 janvier ainsi que le 7 février 2015. Dix chansons participent dans chacune d'entre elles, et chaque fois, six accèdent aux demi-finales. Les chansons qualifiées sont choisies en deux temps. Tout d'abord, le jury et le public attribueront une note sur dix à chaque chanson. Au terme de la procédure, les cinq premiers du classement sont qualifiés. Ensuite, les cinq autres chansons sont soumises à un vote du public seul, au terme duquel une sixième chanson est qualifiée.
- Qualifié par le jury et le télévote (premier tour)
- Qualifié par le télévote seul (deuxième tour)

##### Audition 1
| Ordre | Artiste              | Chanson             | M. Rúzsa | J. Csiszár | Pierrot | P. Rákay | Télévote | Total | Place |
| ----- | -------------------- | ------------------- | -------- | ---------- | ------- | -------- | -------- | ----- | ----- |
| 1     | Bori Magyar          | Lead Me to Heaven   | 5        | 7          | 6       | 6        | 5        | 29    | 10    |
| 2     | Balázs Farkas-Jenser | Liar                | 9        | 8          | 5       | 9        | 6        | 37    | 4     |
| 3     | Gabi Szűcs           | Úgysem felejtesz el | 8        | 9          | 7       | 8        | 5        | 37    | 4     |
| 4     | Passed               | Mesmerize           | 10       | 9          | 9       | 9        | 6        | 43    | 1     |
| 5     | Bogi Dallos          | World of Violence   | 8        | 7          | 6       | 10       | 7        | 38    | 3     |
| 6     | Karmapolis           | Time Is Now         | 7        | 9          | 7       | 8        | 6        | 37    | 4     |
| 7     | Gergő Szakács        | Ősz utca            | 6        | 7          | 4       | 9        | 7        | 33    | 7     |
| 8     | Timi Antal           | Woke Up This Way    | 6        | 6          | 6       | 7        | 8        | 33    | 7     |
| 9     | Vera Tóth            | Gyémánt             | 10       | 7          | 5       | 9        | 8        | 39    | 2     |
| 10    | MDC                  | Maniac              | 5        | 6          | 5       | 7        | 8        | 31    | 9     |

##### Audition 2
| Ordre | Artiste                           | Chanson                      | M. Rúzsa | J. Csiszár | Pierrot | P. Rákay | Télévote | Total | Place |
| ----- | --------------------------------- | ---------------------------- | -------- | ---------- | ------- | -------- | -------- | ----- | ----- |
| 1     | Chances                           | The Night                    | 5        | 7          | 8       | 6        | 5        | 31    | 10    |
| 2     | Ádám Szabó                        | Give Me Your Love            | 10       | 9          | 9       | 10       | 8        | 46    | 1     |
| 3     | Leander Rising                    | Lőjetek fel                  | 9        | 7          | 5       | 8        | 7        | 36    | 6     |
| 4     | Ív                                | Fire                         | 8        | 9          | 8       | 7        | 6        | 38    | 3     |
| 5     | Gyula Éliás Jr. feat. Fourtissimo | Run to You                   | 8        | 8          | 6       | 6        | 8        | 36    | 5     |
| 6     | Pankastic!                        | Kicsi a világ, de nagy világ | 10       | 7          | 6       | 9        | 6        | 38    | 3     |
| 7     | Heni Dér                          | Ébresztő                     | 9        | 7          | 4       | 7        | 7        | 34    | 6     |
| 8     | New Level Empire                  | Homelights                   | 7        | 7          | 4       | 8        | 8        | 34    | 6     |
| 9     | Gergő Oláh                        | A tükör előtt                | 10       | 8          | 7       | 9        | 7        | 41    | 2     |
| 10    | Saci Szécsi & Böbe Szécsi         | Our Time                     | 6        | 7          | 5       | 9        | 7        | 34    | 6     |

##### Audition 3
| Ordre | Artiste                  | Chanson                | M. Rúzsa | J. Csiszár | Pierrot | P. Rákay | Télévote | Total | Place |
| ----- | ------------------------ | ---------------------- | -------- | ---------- | ------- | -------- | -------- | ----- | ----- |
| 1     | Barbara Péter            | Listen to the Universe | 6        | 6          | 5       | 7        | 6        | 30    | 10    |
| 2     | Zoltán Mujahid           | Beside You             | 9        | 6          | 9       | 8        | 7        | 39    | 5     |
| 3     | Proof of Life            | Hol a határ            | 9        | 9          | 6       | 6        | 7        | 37    | 7     |
| 4     | Boglárka Csemer – Boggie | Wars for Nothing       | 10       | 9          | 9       | 10       | 8        | 46    | 1     |
| 5     | Fool Moon                | Back 2 Right           | 6        | 6          | 6       | 7        | 7        | 32    | 9     |
| 6     | Ildikó Keresztes         | Hazám hazád            | 9        | 7          | 6       | 7        | 8        | 37    | 7     |
| 7     | Bálint Gájer             | That's How It Goes     | 8        | 7          | 8       | 9        | 8        | 40    | 4     |
| 8     | Other Planet             | Untold Story           | 10       | 10         | 5       | 10       | 7        | 42    | 3     |
| 9     | Kati Wolf                | Ne engedj el           | 10       | 9          | 8       | 10       | 8        | 45    | 2     |
| 10    | Spoon                    | Keep Marching On       | 8        | 8          | 6       | 8        | 8        | 38    | 6     |

#### Demi-finales
Les demi-finales ont lieu les 14 et 21 février. Neuf chansons participent dans chacune d'entre elles, et chaque fois, quatre accèdent à la finale.

De façon similaire aux auditions, les qualifiés seront choisis en deux temps. Les trois premiers qualifiés seront les trois mieux classés après l'attribution des notes du jury et du public. Les six restantes seront soumises ensuite au télévote afin de désigner le quatrième finaliste.
- Qualifié par le jury et le télévote (premier tour)
- Qualifié par le télévote seul (deuxième tour)

##### Première demi-finale
| Ordre | Artiste                  | Chanson                      | M. Rúzsa | J. Csiszár | Pierrot | P. Rákay | Télévote | Total | Place |
| ----- | ------------------------ | ---------------------------- | -------- | ---------- | ------- | -------- | -------- | ----- | ----- |
| 1     | Timi Antal               | Woke Up This Way             | 8        | 8          | 8       | 7        | 8        | 39    | 5     |
| 2     | Karmapolis               | Time Is Now                  | 7        | 8          | 7       | 8        | 6        | 36    | 6     |
| 3     | Vera Tóth                | Gyémánt                      | 7        | 7          | 5       | 6        | 7        | 32    | 9     |
| 4     | Zoltán Mujahid           | Beside You                   | 9        | 8          | 10      | 9        | 7        | 43    | 3     |
| 5     | Spoon                    | Keep Marching On             | 8        | 8          | 8       | 9        | 8        | 41    | 4     |
| 6     | Ádám Szabó               | Give Me Your Love            | 9        | 9          | 10      | 10       | 9        | 47    | 1     |
| 7     | Pankastic!               | Kicsi a világ, de nagy világ | 7        | 7          | 6       | 7        | 7        | 34    | 7     |
| 8     | Boglárka Csemer – Boggie | Wars for Nothing             | 10       | 8          | 10      | 10       | 9        | 47    | 1     |
| 9     | New Level Empire         | Homelights                   | 6        | 7          | 4       | 8        | 8        | 33    | 8     |

##### Deuxième demi-finale
| Ordre | Artiste                           | Chanson             | M. Rúzsa | J. Csiszár | Pierrot | P. Rákay | Télévote | Total | Place |
| ----- | --------------------------------- | ------------------- | -------- | ---------- | ------- | -------- | -------- | ----- | ----- |
| 1     | Gabi Szűcs                        | Úgysem felejtesz el | 6        | 6          | 8       | 7        | 6        | 33    | 9     |
| 2     | Other Planet                      | Untold Story        | 9        | 9          | 5       | 10       | 7        | 40    | 4     |
| 3     | Bogi Dallos                       | World of Violence   | 8        | 7          | 6       | 9        | 8        | 38    | 6     |
| 4     | Gergő Oláh                        | A tükör előtt       | 9        | 7          | 8       | 8        | 7        | 39    | 5     |
| 5     | Ív                                | Fire                | 10       | 9          | 8       | 7        | 7        | 41    | 3     |
| 6     | Gyula Éliás Jr. feat. Fourtissimo | Run to You          | 8        | 8          | 7       | 7        | 7        | 37    | 8     |
| 7     | Kati Wolf                         | Ne engedj el        | 10       | 8          | 8       | 10       | 8        | 44    | 1     |
| 8     | Passed                            | Mesmerize           | 9        | 9          | 9       | 9        | 7        | 43    | 2     |
| 9     | Bálint Gájer                      | That's How It Goes  | 8        | 7          | 7       | 8        | 8        | 38    | 6     |

#### Finale
La finale se déroule le 28 février. Huit artistes y participent. Dans un premier temps, les jurys attribuent 4, 6, 8 et 10 points à leurs quatre favoris. Une fois les notes additionnées, les quatre meilleurs sont soumis à un vote du public, qui décide du représentant.
- Chansons qualifiées pour le second tour de vote
- Chanson gagnante

| Place | Artiste                  | Chanson            | Premier tour | Premier tour | Premier tour | Premier tour | Premier tour | Deuxième tour |
| Place | Artiste                  | Chanson            | M. Rúzsa     | J. Csiszár   | Pierrot      | P. Rákay     | Total        | Deuxième tour |
| ----- | ------------------------ | ------------------ | ------------ | ------------ | ------------ | ------------ | ------------ | ------------- |
| 1     | Bálint Gájer             | That's How It Goes | —            | —            | —            | —            | 0            | —             |
| 2     | Boglárka Csemer – Boggie | Wars for Nothing   | 10           | —            | 8            | 6            | 24           | 1             |
| 3     | Spoon                    | Keep Marching On   | —            | 10           | —            | 10           | 20           |               |
| 4     | Kati Wolf                | Ne engedj el       | 8            | 4            | —            | 4            | 16           | —             |
| 5     | Ádám Szabó               | Give Me Your Love  | 6            | 8            | 6            | 8            | 28           |               |
| 6     | Passed                   | Mesmerize          | —            | —            | —            | —            | 0            | —             |
| 7     | Ív                       | Fire               | —            | —            | 4            | —            | 4            | —             |
| 8     | Zoltán Mujahid           | Beside You         | 4            | 6            | 10           | —            | 20           |               |

## À l'Eurovision
La Hongrie a participé à la première demi-finale, le 19 mai 2015. Arrivée 8e avec 67 points, la Hongrie se qualifie pour la finale, où elle arrive 20e avec 19 points.